# Hartmut Lubomierski
Hartmut Lubomierski (* 1943 in Friedland (Ostpreußen)) ist ein deutscher Datenschutzexperte.

## Leben
Nach seinem Abitur 1961 in Berlin studierte Lubomierski Rechtswissenschaften. 1968 legte er das erste juristische Staatsexamen ab und studierte dann 1971/72 an der Deutschen Hochschule für Verwaltungswissenschaften Speyer, bevor er 1973 das zweite Staatsexamen ablegte.
Noch 1973 wurde er in Hamburg zum Regierungsrat z. A. ernannt. Von 1974 bis 1977 war er als persönlicher Referent des Ersten Bürgermeisters tätig. 1975 erfolgte die Ernennung zum Regierungsrat; 1977 zum Oberregierungsrat. In der Zeit von 1977 bis 1979 war Lubomierski dann als Referent im Planungsstab der Senatskanzlei der Freien und Hansestadt Hamburg in der Abteilung Mittelfristige Finanzplanung und Frühkoordination tätig; von 1979 bis 1986 als Leiter der Abteilung Bundesrat und Ministerpräsidentenkonferenz. 1980 war er zudem zum Regierungsdirektor ernannt worden. 1986 wurde Lubomierski Landesgeschäftsführer Hamburg des Deutschen Städtetages; außerdem erfolgte seine Bestellung zum Protokollführer des Senats. 1987 wurde er zum Leitenden Regierungsdirektor ernannt. Lubomierski war dann von 1990 bis 1995 stellvertretender Leiter des Präsidialamts der Senatskanzlei und seit 1995 Leiter der Geschäftsstelle des Senats. Seit 2002 war er Datenschutzbeauftragter in der Senatskanzlei.
Lubomierski war von September 2004 bis Dezember 2008 Landesdatenschutzbeauftragter von Hamburg. Sein Vorgänger in diesem Amt war Hans-Hermann Schrader, sein Nachfolger ist Johannes Caspar.
Lubomierski ist Mitglied der Hamburger Datenschutzgesellschaft e. V. (HDG).